# Isabelle Galmiche
Pour les articles homonymes, voir Galmiche.
Isabelle Galmiche, née le 19 novembre 1971, est une copilote de rallye française. Elle est principalement connue pour avoir navigué le nonuple champion du monde Sébastien Loeb durant le championnat du monde des rallyes 2022, avec à la clé une victoire de prestige en remportant le Rallye Monte-Carlo.

## Biographie
Isabelle Galmiche grandit à Ternuay, en Haute-Saône, où elle a été la cinquième d’une fratrie de six enfants. C'est d'ailleurs en allant voir avec son frère des spéciales du rallye de la Luronne qu'elle s'est passionnée pour le rallye.
Depuis 1997, elle est professeure de mathématiques dans le centre de formation d'apprentis (CFA) du Pays de Montbéliard à Bethoncourt dans le Doubs,. Elle y donne des cours individuels à des adultes en reconversion professionnelle.

## Carrière en rallye
Isabelle Galmiche fait ses débuts comme copilote en 1995 aux côtés de son compagnon Laurent Viana lors du rallye de Haute-Saône,. Le duo s'engage ensuite dans le Challenge Citroën avec l'équipe PH Sport et fréquente la paire Sébastien Loeb et Daniel Elena,. Elle intègre par la suite l'équipe d'ouvreurs de l'Alsacien en assistant Patrick Magaud et est sa copilote de réserve en cas d'éventuel forfait du copilote monégasque,.
Par la suite, elle a navigué avec différents pilotes et a pris part à six manches du championnat du monde des rallyes entre 2007 et 2017, débutant au rallye du Portugal 2007 au côté de Dominique Rebout, alors beau-frère de Sébastien Loeb. Elle a aussi disputé avec Bertrand Pierrat le rallye Monte-Carlo en 2009, qui était à l'époque au calendrier de l’Intercontinental Rally Challenge.
À partir de 2012, elle accompagne Sébastien Loeb en séances d'essais de manière occasionnelle. En 2019, lorsque Loeb quitte Citroën pour rejoindre Hyundai, la professeure est appelée de temps à autre pour suppléer Daniel Elena lors d'essais privés avec la Hyundai i20 WRC.
Fin 2021, le nonuple champion du monde décide qu'elle sera sa copilote en remplacement de Daniel Elena en vue d'une pige lors du rallye Monte-Carlo 2022. À cette occasion, elle arbore sur son casque l'héroïne suédoise au caractère déterminé et volontaire Fifi Brindacier, afin de représenter son esprit combatif ; elle coiffe également ses couettes. Après quatre jours d'épreuve, elle remporte le rallye au côté de l'Alsacien,, devenant ainsi la première femme à gagner une manche de championnat du monde (WRC) depuis Fabrizia Pons en 1997,,. Cet accomplissement fait l'objet d'une importante couverture médiatique, de la France jusqu'aux États-Unis. 
À la suite de ce succès, l'équipage réalise trois autres apparitions en mondial non couronnées de succès puisque la paire connaît deux abandons et une huitième place au Rallye Safari,.
À partir de la saison 2023, le calendrier sportif de Sébastien Loeb n'est pas compatible avec un engagement en mondial. La Franc-Comtoise continue de son côté son rôle de copilote, en assitant notamment Jean-Michel Raoux dans la catégorie WRC Masters Cup.

## Résultats en rallye

### Résultats détaillés en championnat du monde des rallyes
| Saison | Équipe            | Voiture          | Rallye | Rallye | Rallye | Rallye | Rallye | Rallye | Rallye | Rallye | Rallye | Rallye | Rallye | Rallye | Rallye | Rallye | Rallye | Rallye | Points | Classement final |
| ------ | ----------------- | ---------------- | ------ | ------ | ------ | ------ | ------ | ------ | ------ | ------ | ------ | ------ | ------ | ------ | ------ | ------ | ------ | ------ | ------ | ---------------- |
| 2007   |                   |                  | MON    | SWE    | NOR    | MEX    | POR    | ARG    | ITA    | GRE    | FIN    | GER    | NZL    | ESP    | FRA    | JPN    | IRL    | GBR    | 0      | Non classé       |
| 2007   | Dominique Rebout  | Citroën C2 R2    | -      | -      | -      | -      | 43e    | -      | -      | -      | -      | -      | -      | -      | -      | -      | -      | -      | 0      | Non classé       |
|        |                   |                  |        |        |        |        |        |        |        |        |        |        |        |        |        |        |        |        |        |                  |
| 2013   |                   |                  | MON    | SWE    | MEX    | POR    | ARG    | GRE    | ITA    | FIN    | GER    | AUS    | FRA    | ESP    | GBR    |        |        |        | 0      | Non classé       |
| 2013   | Quentin Gilbert   | Citroën DS3 R3T  | -      | -      | -      | 26e    | -      | -      | 19e    | 33e    | 40e    | -      | -      | -      | -      |        |        |        | 0      | Non classé       |
|        |                   |                  |        |        |        |        |        |        |        |        |        |        |        |        |        |        |        |        |        |                  |
| 2017   |                   |                  | MON    | SWE    | MEX    | FRA    | ARG    | POR    | ITA    | POL    | FIN    | GER    | ESP    | GBR    | AUS    |        |        |        | 0      | Non classé       |
| 2017   | Jean-Michel Raoux | Citroën DS3 WRC  | -      | -      | -      | -      | -      | -      | -      | -      | -      | 24e    | -      | -      | -      |        |        |        | 0      | Non classé       |
|        |                   |                  |        |        |        |        |        |        |        |        |        |        |        |        |        |        |        |        |        |                  |
| 2022   |                   |                  | MON    | SWE    | CRO    | POR    | ITA    | KEN    | EST    | FIN    | BEL    | GRE    | NZL    | ESP    | JPN    |        |        |        | 35     | 12e              |
| 2022   | M-Sport           | Ford Puma Rally1 | 1er    | -      | -      | Ab.    | -      | 8e     | -      | -      | -      | Ab.    | -      | -      | -      |        |        |        | 35     | 12e              |